# Pavel Konzbul
Pavel Konzbul (* 17. října 1965 Brno-Juliánov) je český římskokatolický duchovní a 14. biskup brněnský. Jako pomocný biskup v Brně užíval coby titulární biskupství zaniklé biskupství v Litomyšli. Od února 2019 do června 2022 byl generálním vikářem brněnské diecéze. Papež František jej jmenoval brněnským diecézním biskupem o Slavnosti Nanebevstoupení Páně 26. května 2022. Do úřadu byl uveden na svátek sv. Petra a Pavla (patronů diecéze) v den výročí jeho biskupského svěcení dne 29. června 2022. Napsal také řadu knih (obsahujících převážně kázání), které vyšly v brněnském nakladatelství Cesta.

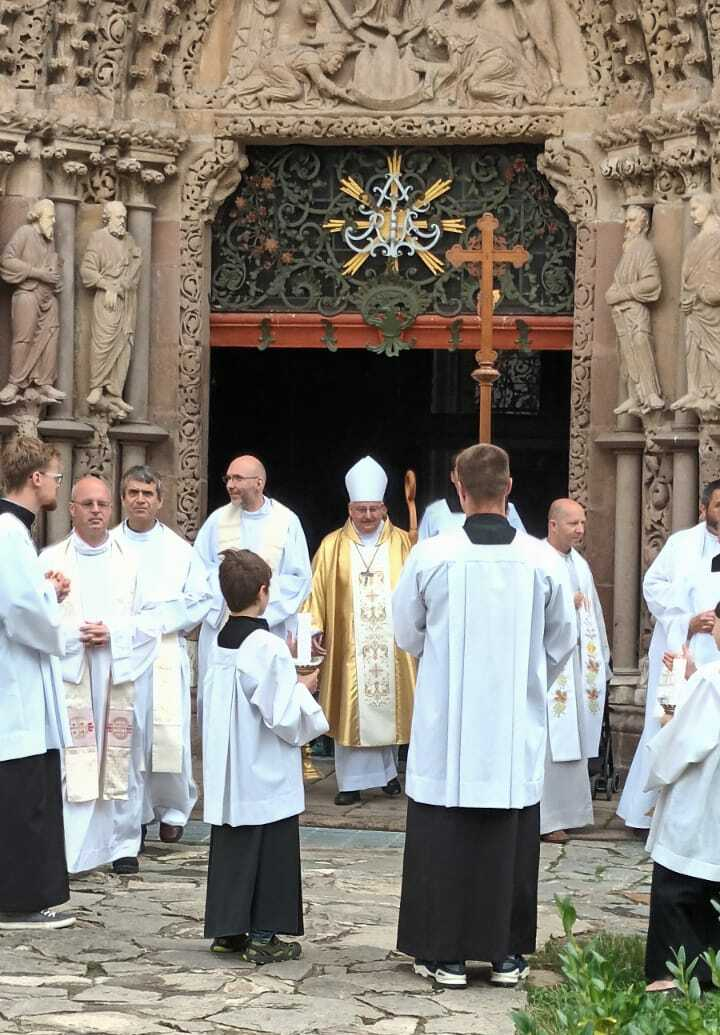
Na diecézní pouti v Předklášteří u Tišnova

## Život
Vystudoval brněnské gymnázium Křenová a elektrotechnologii na Fakultě elektrotechniky a komunikačních technologií Vysokého učení technického v Brně, kterou absolvoval v roce 1989. Poté vykonal roční základní vojenskou službu a nastoupil do brněnského Ústavu přístrojové techniky Akademie věd České republiky, kde se věnoval vývoji a konstrukci korekčních cívek magnetických polí pro tomografii nukleární magnetické rezonance. Externě také vyučoval na Fakultě elektrotechniky, kde získal i doktorský titul v oboru teorie elektromagnetického pole.
V roce 1995 vstoupil do Laického sdružení sv. Dominika, v němž později působil jako zástupce provinčního moderátora, a rovněž do olomouckého kněžského semináře. Teologické studium na Cyrilometodějské teologické fakultě Univerzity Palackého dokončil roku 2000, kdy obhájil diplomovou práci na téma Vývoj v pojetí a poslání dominikánského laikátu ve XX. století. Od července 2002 pracoval jako pastorační asistent ve farnostech Letovice a Rozhraní a poté, co byl vysvěcen na jáhna, v nich byl ustanoven k jáhenské službě. Po kněžském svěcení, které přijal v roce 2003, působil jako kněz v Boskovicích a Hustopečích. V letech 2005 až 2013 byl spirituálem Biskupského gymnázia v Brně a poté působil jako farář brněnské katedrální farnosti. V říjnu 2015 se navíc stal III. sídelním kanovníkem Královské stoliční kapituly sv. Petra a Pavla v Brně.
Od roku 2011 také externě vyučuje na Pedagogické fakultě Masarykovy univerzity, a to především studenty studijního oboru Učitelství křesťanské výchovy pro základní školy. Je jedním z prvních členů Společnosti pro církevní právo a členem Správní rady Masarykovy univerzity v Brně.

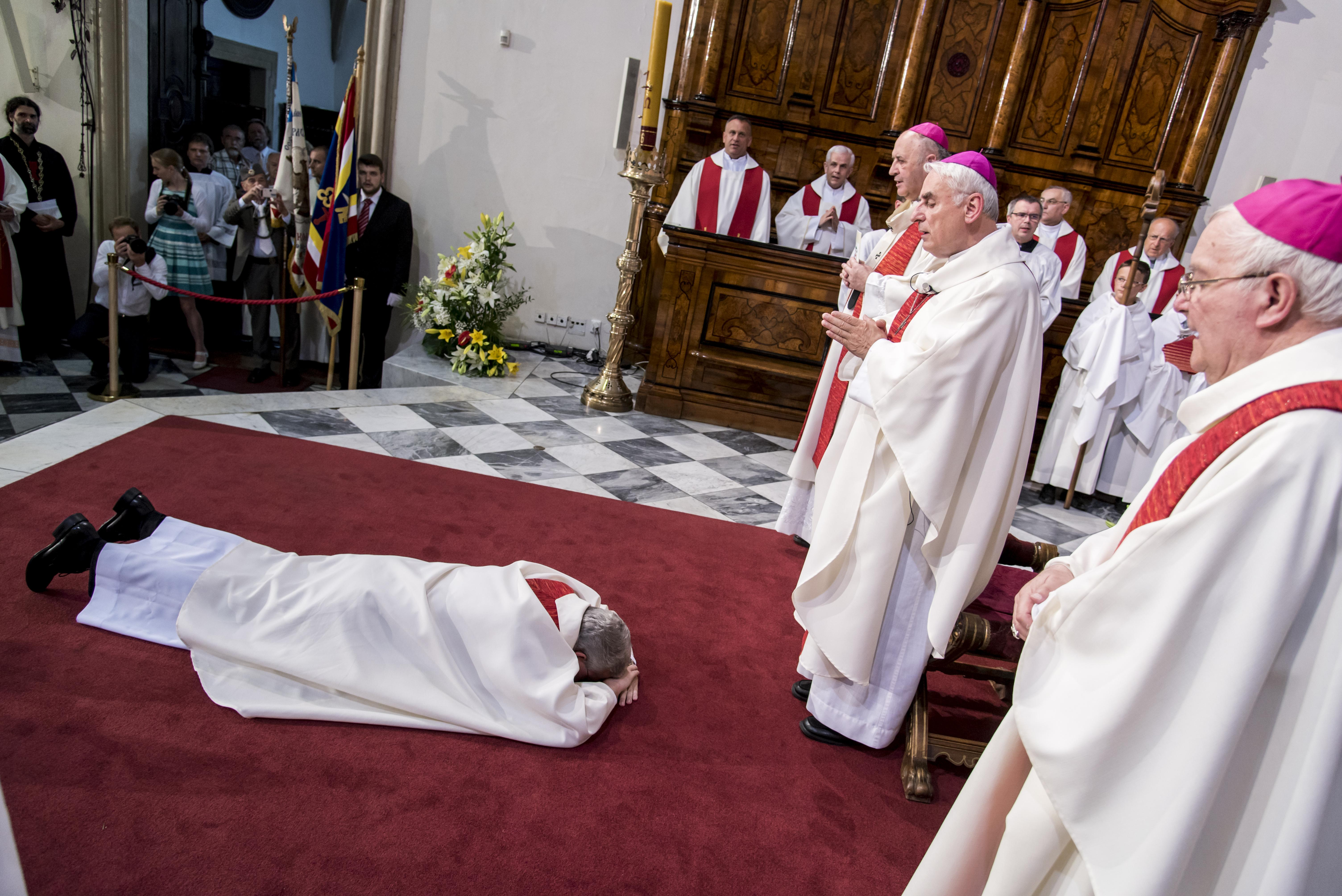
Biskupské svěcení 29. června 2016

Dne 21. května 2016 jej papež František jmenoval pomocným biskupem brněnským, jímž byl dříve až do svého emeritování v roce 2013 Petr Esterka, a titulárním biskupem litomyšlským. Konsekroval jej brněnský biskup Vojtěch Cikrle se spolusvětiteli Janem Graubnerem a Josefem Hrdličkou (sídelním a pomocným biskupem olomouckým) o slavnosti svatých Petra a Pavla dne 29. června 2016 v brněnské katedrále, které jsou tito světci patrony. Biskupské svěcení živě přenášela TV Noe a Radio Proglas a biskup-hlavní světitel při něm ve své homilii vyzvedl fakt, že právě svěcený biskup je zároveň nositelem jména jednoho z těchto světců – sv. Pavla.
Dne 29. června 2022 byl v katedrále sv. Petra a Pavla při mši, která se konala v 16 hodin, uveden jako biskup diecéze brněnské.

## Biskupský znak
Štít je čtvrcený. V prvním a čtvrtém černém poli je vztyčený stříbrný meč s červeným jílcem a záštitou, přeložený dvěma zlatými vztyčenými klíči (znak biskupství). Druhé a třetí pole je stříbrné, z červeného návrší v patě štítu vyrůstá červený heroltský kříž s povýšeným břevnem. Kříž je provázen černými majuskulními písmeny "alfa" a "omega" (osobní znak). Za štítem je zlatý procesní kříž, štít je převýšen zeleným biskupským kloboukem, z nějž po každé= straně splývá šest zelených střapců. Pod štítem se nachází osobní deviza biskupa: VIA VERITAS VITA (Cesta, pravda, život). Autorem návrhu znaku je Jan Oulík.

## Dílo
- Nesesmolíš, Cesta, Brno 2009, ISBN 978-80-7295-118-5
- Polednice, Cesta, Brno 2010, ISBN 978-80-7295-120-8
- Puzzle, Cesta, Brno 2010, ISBN 978-80-7295-126-0
- Dobro, zlo a hlodavci, Cesta, Brno 2011, ISBN 978-80-7295-130-7
- Dvířka věčnosti, Cesta, Brno 2011, ISBN 978-80-7295-139-0
- Zlaté prasátko, Cesta, Brno 2012, ISBN 978-80-7295-142-0
- Jak mluvit s dospívajícím o víře?, Cesta, Brno 2013, ISBN 978-80-7295-167-3
- Naslouchání, Cesta, Brno 2015, ISBN 978-80-7295-201-4
- Víra a polibek, Cesta, Brno 2017, ISBN 978-80-7295-219-9
- Jak sníst slona, Cesta, Brno 2019, ISBN 978-80-7295-253-3
- Cesta pravda a život, Cesta, Brno 2022, ISBN 978-80-7295-294-6
- Jak?, Cesta, Brno 2024, ISBN 978-80-7295-333-2
- Humor jako lék, Cesta, Brno 2025, ISBN 978-80-7295-349-3